# 军城镇
军城镇，是中华人民共和国河北省保定市唐县下辖的一个乡镇级行政单位。地处唐县西部，东与齐家佐镇和迷城乡为邻，西南与曲阳县交界，西邻石门乡，北靠羊角乡。

## 行政区划
军城镇下辖以下地区：
北关村、于家寨村、石堂村、和家庄村、辛庄村、江家沟村、南关村、行营沟村、稻元村、史家沟村、良家沟村、牛眼沟村、南山村、北下苇村、南下苇村、娘子神村、宋家峪村、赤岳村、水峪口村、梭头村、马沟口村、曹家庄村和贤表村。